# أوتو غونتر
أوتو غونتر (بالألمانية: Otto Günther)‏ هو محامي ألماني، ولد في 4 نوفمبر 1822 في لايبزيغ في ألمانيا، وتوفي في 1897.